# كريستوفر كليمنتس
كريستوفر كليمنتس (25 أكتوبر 1954 في المملكة المتحدة - ) (بالإنجليزية: Christopher Clements)‏ هو لاعب كريكت بريطاني. لعب مع Oxfordshire County Cricket Club ‏.

## وصلات خارجية
- كريستوفر كليمنتس على موقع إي آس بي آن كريك إنفو (الإنجليزية)